# Joselyn Gallardo
Joselyn Gallardo es una actriz y modelo ecuatoriana, reconocida por interpretar a Martina en la serie Sin senos sí hay paraíso. También Interpretó a Rosa en el cortometraje Welcome Back.

## Carrera

### Primeros años
La primera aparición en televisión fue a los 16 años en la serie Me enamoré de una pelucona, para después presentarse en espacios de TC como Mi recinto, Solteros sin compromiso y Los hijos de Don Juan.

### Proyección internacional
Participó en la serie Sin senos sí hay paraíso, donde interpretó el papel de una proxeneta llamada Martina, junto a Alejandra Pinzón, Carmen Villalobos, Gregorio Pernia, Carolina Gaitán, Catherine Siachoque, Fabián Ríos, Majida Issa, Johanna Fadul, Stephania Duque, Jennifer Arenas y Diana Isabel Acevedo.

### Regreso a Ecuador
En 2017 regresó a Ecuador para participar en la telenovela Cuatro Cuartos, de TC Televisión junto a Víctor Aráuz, Carmen Angulo, Ruth Coello, Claudia Camposano, María Emilia Cevallos, Shany Nadan y Ricardo Velasteguí.
Al año siguiente interpretó a Soraya en la telenovela Maleteados, de TC Televisión junto a Christian Maquilón y Alejandro Fajardo.
En 2020 participa en la telenovela Sí se puede de Ecuavisa, donde interpretó a Marilyn y compartió créditos con Eduardo Maruri Plaza, Alejandra Jaramillo y Santiago Carpio.
En 2021 realiza una participación especial en la serie Juntos y revueltos de TC Televisión.

## Estudios
- Taller de actuación – Roberto Huicochea 2010
- Especialización en teatro, Universidad Lynn – 2011 2013
- Taller de actuación para teatro – 2013
- Taller de dicción y vocalización 2013
- Taller de actuación para telenovela y conducción 2013 – 2014
- Taller de expresión corporal y facial 2014
- Taller técnica Meisner 2014

## Filmografía

### Series y telenovelas
| Año       | Título                     | Personaje                   |
| --------- | -------------------------- | --------------------------- |
| 2021      | Juntos y revueltos         | Ella misma                  |
| 2020      | Sí se puede                | Marilyn Carrillo            |
| 2018      | Maleteados                 | Soraya Mendoza de Anchundia |
| 2017-2018 | Cuatro Cuartos             | Psyco                       |
| 2016-2017 | Sin senos sí hay paraíso   | Martina Pizarro             |
| 2015      | Los Hijos de Don Juan      | Juliett Peralta             |
| 2014      | Solteros sin compromiso    | Claudia                     |
| 2011      | Me enamoré de una pelucona | Marisa                      |

### Programas
| Año  | Programa     | Rol        | Rol        |
| ---- | ------------ | ---------- | ---------- |
| 2014 | Nueva imagen | Conductora | Conductora |

### Teatro
- The funeral – Protagonista “Susanne” 2011
- Two for the Price of One – “Cristina” 2012